# Schackenborg Slot
Schackenborg Slot (tidligere Møgeltønderhus) er et slot beliggende i Møgeltønder nær Tønder i Sønderjylland. Schackenborg Gods er på 1031 hektar. De nuværende bygninger i barokstil er opført midt i 1660'erne af Rigsfeltherre Hans Schack. Schackenborg var fra 1661 til 1979 i Slægten Schacks eje.

## Historie
De oprindelige bygninger kan dateres tilbage til 1200-tallet og de ejedes dengang af biskoppen i Ribe. Efter reformationen i 1536 overgik de til kongen og i 1661 blev slottet overdraget til Hans Schack, hvorefter det kom til at hedde Schackenborg Slot. De nuværende bygninger i barokstil er opført midt i 1660'erne.
I 1978, efter 11 generationer i Schack-slægtens eje, blev slottet overtaget af kongefamilien. I 1993 blev slottet overtaget af H.K.H. Prins Joachim. Sidenhen flyttede H.K.H. Prinsesse Marie ind. 1. juli 2014 meddelte Hoffet, at Schackenborg Slot vil overgå til fondsdrift. Fonden "Schackenborg Fonden" er stiftet af H. K. H. Prins Joachim, Bitten og Mads Clausens Fond, Ecco Holding og Ole Kirks Fond med D.K.H. Prins Joachim og Prinsesse Marie som protektorer. Før overdragelsen havde Prins Joachim optaget en samlet gæld i slottet på 42 mio. kr. Turistchefen i Møgeltønder forventer, at det vil medføre en nedgang på 20-30% af turismen i området.
I forbindelse med Kronprins Frederiks bryllup i 2004 leverede godset byg til lejlighedsbrygget Carlsberg Crown.

## Ejere af Schackenborg
- (1230-1536) Ribe Bispestol
- (1536-1661) Kronen
  - (1583-1599) Benedict von Rantzau (lensmand)
  - (1655-1658) Otto Krag (lensmand)
  - (1658-1661) Hans von Schack (lensmand)
- (1661-1676) Hans greve Schack
- (1676-1683) Otto Didrik lensgreve von Schack
- (1683-1719) Hans lensgreve von Schack
- (1719-1741) Otto Didrik lensgreve von Schack
- (1741-1786) Hans lensgreve von Schack
- (1786-1809) Otto Didrik lensgreve von Schack
- (1809-1814) Hans lensgreve von Schack
- (1814-1856) Otto Didrik lensgreve von Schack
- (1856-1905) Hans lensgreve von Schack
- (1905-1949) Otto Didrik lensgreve von Schack
- (1949-1978) Hans lensgreve von Schack
- (1978-1993) Kongefamilien
- (1993-2014) H.K.H. Prins Joachim
- (2014-nu) Schackenborg Fonden

## Schackenborg i 1778
Schackenborg i Møgeltønder Sogn og Herred, Riberhus Amt i Ribe Stift, den grevelige schackiske families residens. Hovedgården består af en stor grundmuret bygning i 3 fløje, to etager, bygget 1664 af Hans Schack. Ved gården er en prægtig have. Gården kaldtes i gamle dage Møgeltønder Slot og blev indtaget af hertug Valdemar, men ham igen frataget af Erik Klipping 1285. Siden fik biskopperne af Ribe det. I 1661 købte feltherre Schack det af kongen. I 1671 blev det af Christian 5. oprettet til et grevskab for bemeldte feltherre og hans arvinger. Under grevskabet hører 3 birker, Møgeltønder, Ballum og Lystrup birk. Greven var patron for Møgeltønder, Daler, Emmerlev og Ballum kirker. Siden en del af markerne står under vand om vinteren, er landet bedst skikket til vårsæd af byg, havre og ypperlig græsning til stude og heste. Grevskabet aflagde selv regnskab til kammeret. Hovedgårdstaksten var 428 tønder, 3 skæpper, 2 fjerdingkar, 2,75 album. Mølleskyld 36 tønder, 6 skippund, 3 fjerdingkar, 1,25 album. Privilegeret skattefri hartkorn 300 tønder. Bøndergods 1382 tønder, 6 skæpper, 1 fjerdingkar, 2 syv tolvtedele album. Kongetiende 105 tønder.